# Польове (Лубенський район)
Польове (до 2016 року- Паризька Комуна)— село в Україні, у Лубенському районі Полтавської області. Населення становить 113 осіб. Орган місцевого самоврядування — Гребінківська міська громада.

## Географія
Село Польове знаходиться на правому березі річки Гнила Оржиця, вище за течією на відстані 2,5 км розташоване село Мар'янівка, нижче за течією на відстані 1 км розташоване село Слободо-Петрівка, на протилежному березі - села Короваї та Лутайка. Поруч проходить залізниця, станція Паризької Комуни за 1 км.

## Назва
За радянських часів і до 2016 року село носило назву Паризька Комуна.

## Історія
Село з'явилось як супутник Слободо-Петрівки.
З самого початку 1920-х років органами радянської влади Слободо - Петрівки із земель села виділили участок для заселення його малоземельними слободопетрівцями. Поселялися сюди, переважно, молоді сім'ї, які відокремлювалися від великих сімей своїх батьків.
Це поселення створювалося не зовсім на порожньому місці. В статистичних відомостях пирятинського повіту за 1896 рік (ЦДІА РФ, Ф.1290, оп. 11, спр. 1871) записано: «Хуторське поселення Свічки при польовій дорозі із слободи Петрівки в д. Убіжище, дворів 1 (15 мужчин і 5 жінок)».
Мабуть, тут розміщалось панське господарство: скотоферма, конюшні, бджолина пасіка і ін. В дореволюційні часи ці місця називалися «Пасічними». Нове хуторське поселення започатковувалося уже при радянській владі, у селянському середовищі іменувалося «Пасічним», і потрібен був час, щоб жителі звиклися з офіційною назвою «Паризька Комуна», присвоєною поселенню, а пізніше і створеному тут колгоспові.
В матеріалах перепису населення 1939 року записаний хутір Паризька Комуна, у ньому проживало 308 чол., в 1972 році - 220 чол., в 1980 році - 199 чол., в 1990 році - 163 чол.

## Відомі люди
Петро Павлович Линовицький (1943 - 2002 р.р.). Тут він навчався в початковій школі, потім продовжував шкільне навчання в Мар'янівській школі, де учителювала його мати. Здобував середню освіту в м. Гребінка, куди переїхали жити його батьки і де його батько працював на залізниці.
Вищу освіту здобував в Українському поліграфічному інституті. Автор збірок «Оржиця» (1909 р.), «Громадянки» (1973 р.), «Зоряна далечінь» (1975 р.), «Свято надії» (1977 р.), «Живої пам'яті багаття» (1988 р.). Працював в редакціях районних та обласних газет. Багато років проживав в м. Черкаси, де помер і похований.